# The Circus of Life
The Circus of Life er en amerikansk stumfilm fra 1917 af Rupert Julian.

## Medvirkende
- Elsie Jane Wilson som Mamie
- Mignon Anderson som Kate
- Pomeroy Cannon som Danny
- Harry Carter som Gaston Bouvais
- Emory Johnson som Tommie